# Гай Абурий
Гай Абурий (на латински: Gaius Aburius) e римски политик. Той произлиза от плебейска фамилия Абурии.
Гай Абурий е през 171 пр.н.е. посланик в Северна Африка, заради конфликтите на Рим с нумидиския цар Масиниса в Картаген.